# Albaida (Valencia)
Albaida es un municipio y ciudad de España ubicados en la parte central de la comarca del Valle de Albaida, capital histórica de esta, en la provincia de Valencia, Comunidad Valenciana. Cuenta con una población de 6235 habitantes (INE 2024).

## Toponimia
Su etimología conduce a la voz árabe de /al-baydà/ (la blanca), referido probablemente al color de la tierra blanca de la mayor parte de la comarca o de las tierras cultivadas más próximas a Albaida.

## Geografía

Extensión del municipio en la comarca del Valle de Albaida

Integrado en la comarca de Valle de Albaida, se sitúa a 85 kilómetros de Valencia. El término municipal está atravesado por la Autovía del Mediterráneo (A-7), por algunos tramos de la carretera N-340 y por la carretera autonómica CV-62, que une la A-7 con la carretera CV-60. Además, otras carreteras locales permiten la comunicación con Benisoda, Agullent y Ayelo de Malferit.
El relieve del municipio es ondulado y de poca altitud, a excepción de la sierra de Agullent, una de las últimas estribaciones de la sierra de Mariola, que hace de límite con la provincia de Alicante, separando los valles de Agres y Albaida y conectando por el este con la sierra de Benicadell. El río Albaida, afluente del Júcar, cruza el territorio de sur a norte, mientras que el río Clariano hace de límite con Ollería por el norte. La altitud oscila entre los 882 m al sur (pico Cueva Alta) y los 200 m a orillas del río Albaida. El pueblo se alza sobre un altozano a 311 m sobre el nivel del mar.

### Municipios limítrofes
El término municipal de Albaida comprende aproximadamente 36 km² y limita con los siguientes municipios: 
| Noroeste: Ayelo de Malferit | Norte: Ollería        | Noreste: Bufalí                     |
| Oeste: Agullent             |                       | Este: Palomar y Adzaneta de Albaida |
| Suroeste: Benisoda          | Sur: Agres (Alicante) | Sureste: Muro de Alcoy (Alicante)   |

### Barrios
Albaida posee los siguientes barrios:
- L'Aljorf: antiguo municipio, anexionado en 1888.
- Raval Sobirà (incluye la Av. Fora-Fora i La Font de la Vila)
- Raval Jussà o Cardavall
- Clos de la Villa
- Centro
- San Antonio - Calvario
- La Feria
- La glorieta
- "Bichitos"
- "Mosquitos"
- Casetes dels Mosquitos
- Camino San Luis Beltrán - Casitas de los Boteros - Carretera de Alcoy
- La Torre
- Urbanización Cooperativa San Miguel
- El Romeral
- Casetes del Romeral
- Real
- Carretera de Onteniente
- Les casetes roses

Existen, además, otros núcleos de población diseminados y agrupaciones de chalets como La Pedrera, El Valle de la Salud, y otros.

## Historia

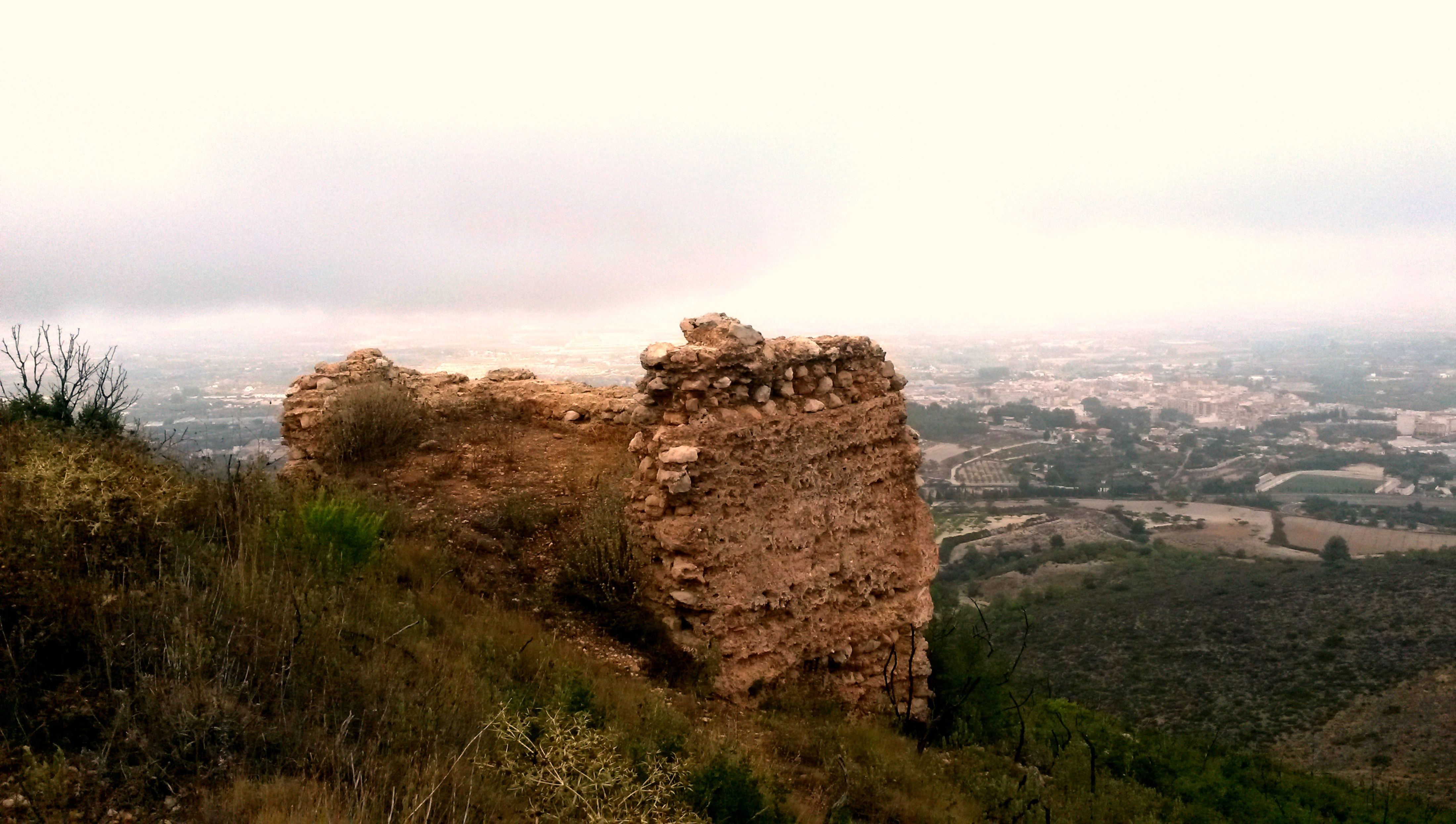
Restos de una de la torres del Castillo Viejo de Albaida

El asentamiento se remonta a la época íbera de la que se han descubierto restos arqueológicos. Hay restos de la época ibérica en el yacimiento de la Covalta, así como en el Castillo Viejo (Castell Vell). De la época musulmana todavía permanecen alquerías, parte del actual emplazamiento de la villa y el Castell Vell (transformado en la intensa ocupación medieval ). El actual núcleo de población es de origen musulmán. En su término se han encontrado, sin embargo, abundantes yacimientos que atestiguan un poblamiento de antigüedad muy superior.
En 1244 Jaime I la conquistó y expulsó a sus habitantes, incorporándola a la Corona de Aragón. En 1258 fue repoblada con nuevos colonos que provenían de Lérida y de Aragón.
En 1269, Albaida fue alienada del Patrimonio Real y se inició su dependencia señorial. En la crónica de Ramón Muntaner se indica que Corral de Llança se convirtió en el primer marqués de Albaida y Carrícola. Al tiempo que a su amigo Roger de Lauria le fue otorgado el territorio vecino de Alcoy.
En la titularidad de la señoría se sucedieron distintas casas nobiliarias hasta llegar, a finales del siglo XV cuando en 1477, Juan II concedió el primer título de Conde de Albaida, a los Milán de Aragón, que se mantuvieron al frente hasta su definitiva desaparición.
Desde finales del siglo XIII, los señores de Albaida, ejercían sobre ella (por donación efectuada ad feudum Catalonia), la jurisdicción baronial, que les facultaba para ejercer justicia sobre sus habitantes en todo tipo de delitos. Probablemente también (si no por derecho, si de hecho) tuvieron capacidad para controlar la elección de los cargos municipales. Sabemos que, a principios del siglo XVII, la villa adquirió la condición de Universidad.
En 1604 Felipe III promovió el condado a marquesado. El Marquesado de Albaida comprendía la ciudad de Albaida y los términos de los actuales pueblos de Benisoda, Palomar, Carrícola, L'Aljorf y Adzaneta de Albaida. En el siglo XVIII se añadieron los términos de los actuales Montaberner, la baronía de Otos y la baronía de Bélgida.
La autonomía del marquesado desapareció con los decretos de Nueva Planta, en virtud de los cuales el nuevo alcalde mayor era elegido por la nobleza territorial.
Al llegar el siglo XIX, la vid y la industria de la cera contribuyeron a un incipiente desarrollo, que en el siglo siglo XX se consolidó gracias a la industria textil.
En la división provincial de 1822 fue adscrita a la provincia de Játiva.

En la nueva división de 1833 liderada por Javier de Burgos, Albaida fue adscrita a la provincia de Alicante.Posteriormente por una Real Orden Albaida pasó definitivamente a la provincia de Valencia en 1836. 

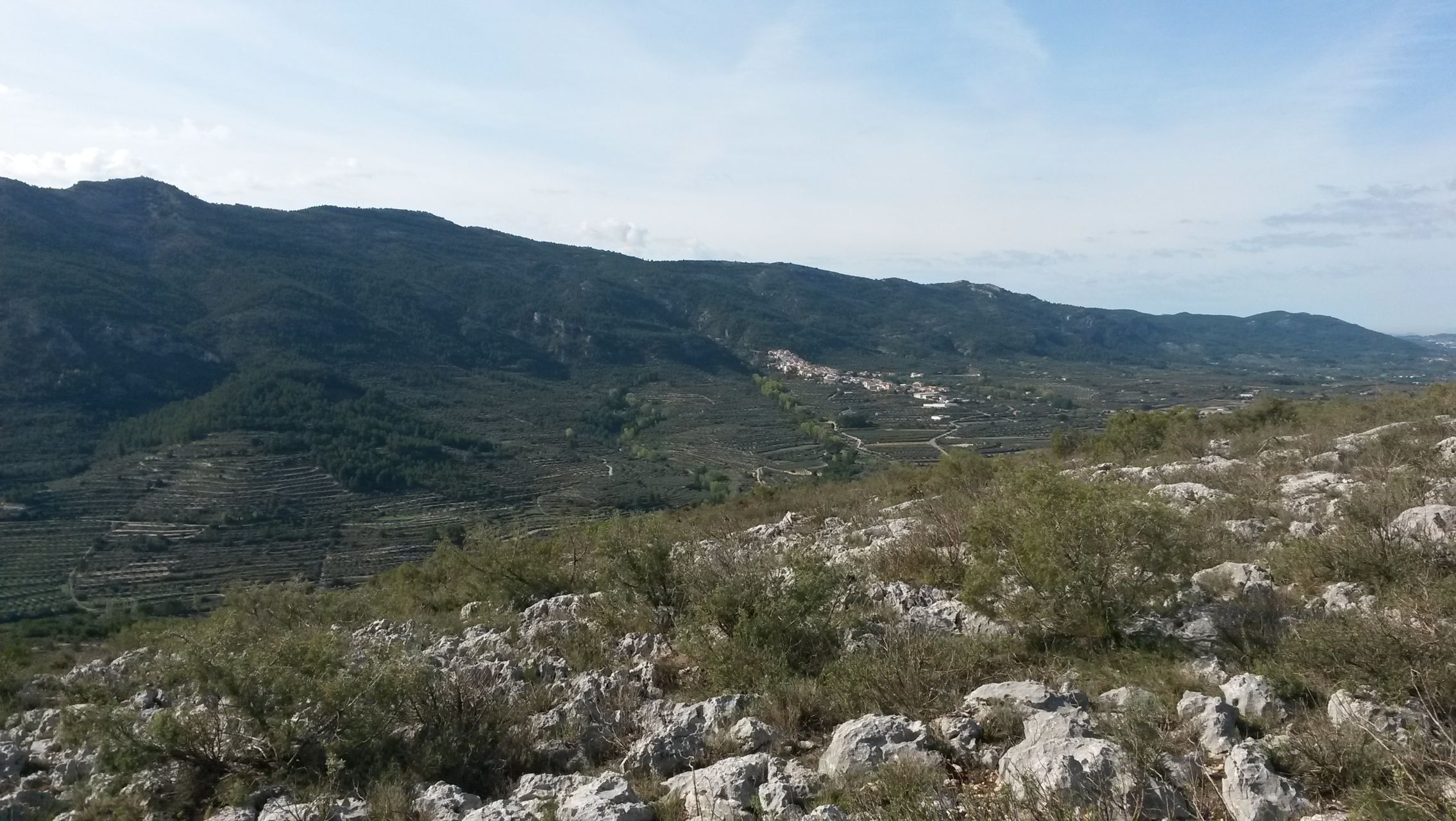
Yacimiento íbero en Covalta. Al fondo, Agres y su valleta

En 1906, Alfonso XIII le otorgó la condición de ciudad.

## Demografía
Albaida (Valencia) cuenta con una población de 6235 habitantes (INE 2024).
| Gráfica de evolución demográfica de Albaida entre 1842 y 2021 |
| |
| Población de derecho según los censos de población del INE Población de hecho según los censos de población del INEEn 1897 crece el término del municipio porque incorpora a Alforj |

### Transporte y comunicaciones
El principal eje de comunicación por carretera en el Valle de Albaida es la carretera/autovía que entra por los túneles de Ollería y que pasa cerca de Ollería, Ayelo de Malferit, Onteniente, Agullent, Benisoda, Albaida y Adzaneta de Albaida para continuar por el puerto de Albaida buscando Alcoy y Alicante.
Otras vías de circulación importantes son: la carretera que conecta Albaida con Safor, la antigua N-340 que pasa por Bellús, Alfarrasí, Montaberner y Albaida, la que la acerca a Villena por Onteniente y Bocairente y otras que tienen un uso más local.
La línea de ferrocarril que pasa por la localidad es la línea 47 de Renfe Media Distancia, también conocida como línea Valencia-Játiva-Alcoy, y conecta Albaida con ciudades como Alcoy, Onteniente, Játiva y Valencia. Esta línea mantiene su recorrido y parte de su infraestructura desde su construcción a finales del siglo XIX.

También dispone de línea de autobús que diariamente pasa por el pueblo para hacer el trayecto Alcoy-Valencia. La línea de autobuses que unía Onteniente-Albaida-Gandía fue suprimida a principios de 2015. 

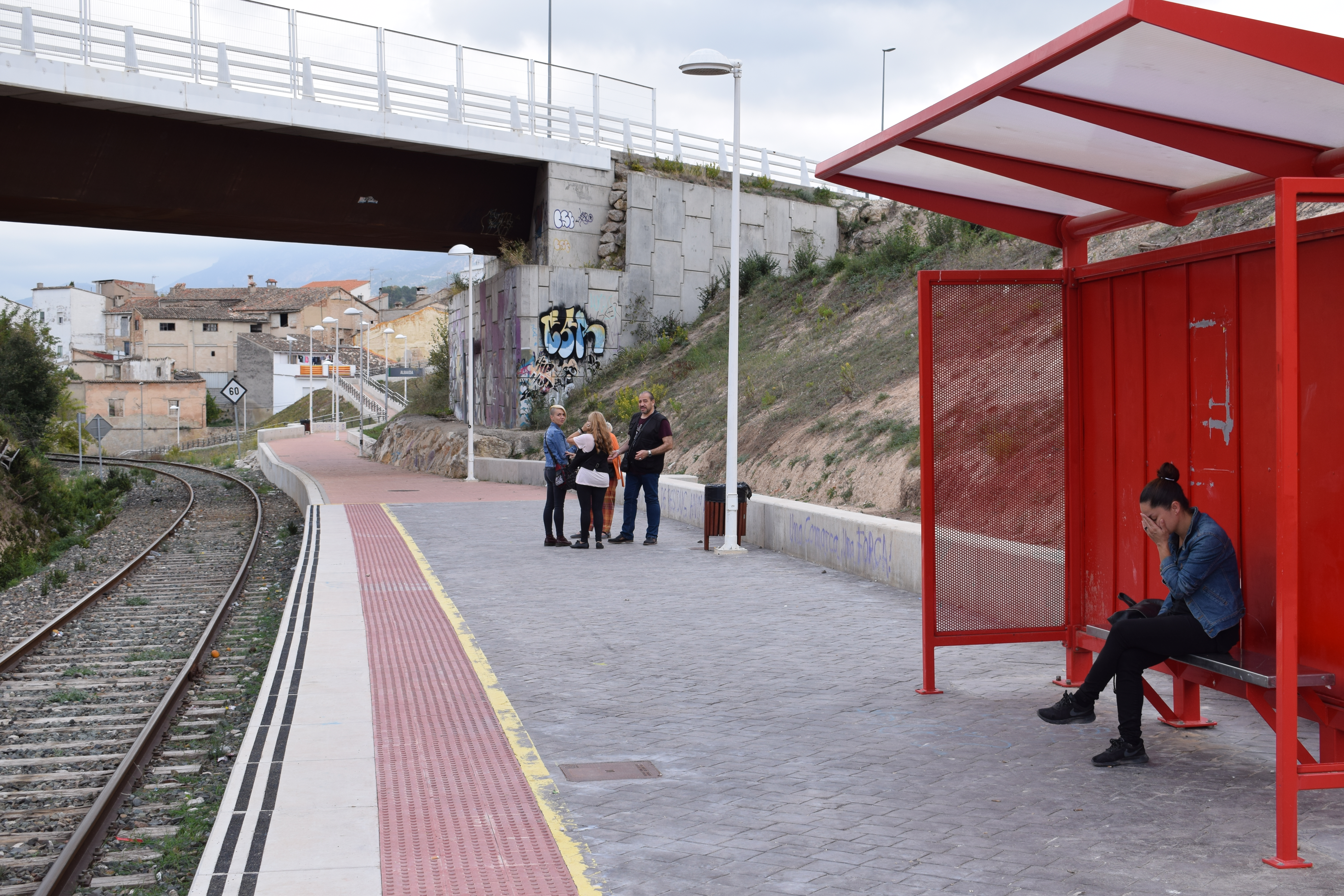
Estación ferroviaria de Albaida

## Economía
La actividad agrícola se une con la industria textil y con la cera. La economía se ha basado tradicionalmente en la explotación agrícola de su término, y la agricultura es fundamentalmente de secano, produciendo frutas, hortalizas, aceitunas y algarrobas, donde la principal producción es la uva de mesa. Hay que destacar también la presencia de olivos, almendros, naranjos.
La industria ha desbancado a la agricultura como principal sector económico y productivo. Desde el siglo XV la industria de la cerería (actualmente en retroceso), fue una de las ocupaciones más importantes de los vecinos, convirtiendo a Albaida en un importante centro productor (a finales de la década de 1970 aún contaba con veintitrés fábricas de cera). Mientras que la industria textil (que también tiene raigambre de siglos), ha alcanzado un gran desarrollo, manufacturándose edredones, colchas, mantelerías, visillos, sábanas, mantas, toallas, paños de cocina y géneros de punto.

## Administración y política
Las siguientes personas han sido elegidas alcalde de Albaida:
| Periodo   | Nombre                                                 | Partido      |
| --------- | ------------------------------------------------------ | ------------ |
| 1979-1983 | Juan Ignacio Monzó Vila                                | UCD          |
| 1983-1987 | José Manuel Bellver Julià                              | AP-PDP-UL-UV |
| 1987-1991 | José Manuel Bellver Julià                              | AP           |
| 1991-1995 | Joan Antoni Bodí i Quilis                              | PSPV-PSOE    |
| 1995-1999 | Joan Antoni Bodí i Quilis                              | PSPV-PSOE    |
| 1999-2003 | Joan Antoni Bodí i Quilis                              | PSPV-PSOE    |
| 2003-2007 | Juan José Beneyto Galbis                               | PP           |
| 2007-2011 | Juan José Beneyto Galbis                               | PP           |
| 2011-2015 | Josep Antoni Albert i Quilis                           | Compromís    |
| 2015-2019 | Josep Antoni Albert i Quilis                           | Compromís    |
| 2019-2023 | Josep Antoni Albert i Quilis Alejandro Quilis Moscardó | Compromís    |
| 2023-act. | Alejandro Quilis Moscardó Juan Carlos Roses            | Compromís PP |

## Patrimonio
Es destacable el conjunto histórico-monumental de la parte más antigua de la ciudad, donde se encuentran el palacio de los Milá y Aragón, la iglesia arciprestal, el Museo de Belenes, la casa-museo de José Segrelles, el Museo Internacional de Títeres, el Museo de los Campaneros de Albaida, el campanario, la plaza de la Villa, y varias casas señoriales de los siglos XVIII-XIX ubicadas en el centro histórico.
Cuadrilla de Campaneros (La Colla de Campaners) de Albaida recibió el 2 de agosto de 2013 de la Generalidad Valenciana la distinción de Bien de Interés Cultural Inmaterial concedida a la tradición del toque manual de campanas de Albaida y su consueta. Es el único municipio de la Comunidad Valenciana que ha mantenido el toque manual (no electrificado) durante 800 años, desde el siglo XIII.

### Religioso
- Iglesia arciprestal de la Asunción de Nuestra Señora: edificio religioso de estilo gótico valenciano, construido entre 1592 y 1621, y restaurado en 1830. Lo que más destaca de ella es el altísimo y vistoso campanario de planta cuadrada que se utilizó como torre de vigilancia hasta que se añadió el remate a mediados del siglo XIX. La iglesia actual fue edificada en sustitución de la vieja iglesia de Nuestra Señora de la Asunción, construida en el siglo XIII. Presenta una nave única con capillas entre los contrafuertes. La fachada muestra como características principales su sencillez y sus dos portaladas renacentistas. La campana más antigua (la mayor) es del año 1786. En el interior, hay que destacar, en las capillas, las esculturas neobarrocas de Gallarza, la cama imperial de Nuestra Señora de agosto (siglo XVII) y la pila bautismal de mármol (siglo XVIII). En el altar mayor (siglo XVII) hay un conjunto de óleos de Josep Segrelles, así como las pinturas con escenas religiosas de Albaida que hay entre los arcos de las capillas y la cornisa de la nave, y los lienzos emplazados en la capilla Real de la Comunión (edificio adyacente del siglo XIX). La sacristía conserva varios ornamentos de lujo de los siglos XV al XX, destacando la Verdadera Cruz, un relicario de platería gótica que parece obra del siglo XV y la única pieza valenciana, según los especialistas, conservada entre todas las que fueron elaboradas en oro macizo en aquella época.
- Convento de la Purísima de los Padres Capuchinos: está situado en la plaza del convento. Fundado en 1598 en detrimento del viejo huerto señorial del Real, presenta construcción de estilo gótico valenciano. Actualmente solo queda la iglesia, que tiene una nave central y dos laterales con capillas. La blanca fachada tiene tres alzadas. Adosadas al lado derecho de la iglesia encontramos estancias de diferentes alturas, con ventanillas de ladrillo macizo y rejas de hierro forjado.
- Ermita de Nuestra Señora del Rosario de L'Aljorf
- Ermita de San Antonio Abad
- Ermita de San José
- Ermita de San Miguel Arcángel
- Iglesia de la Natividad de Nuestra Señora de L'Aljorf
- Ermita de San Juan

### Civil
- Palacio de los Milá y Aragó, Marqueses de Albaida: sólida construcción con tres torres cuadradas que fue residencia de los marqueses titulares de la población. Junto a la iglesia, es sin duda el edificio más monumental y emblemático de la ciudad de Albaida. A partir de las primeras murallas que los musulmanes construyen en el siglo XIII, nace el primitivo palacio, aprovechando tres de las torres de defensa: la de Poniente, la central y la torre palacial. Construido al final del siglo XV (1471-1477) tenía apariencia de residencia nobiliaria y tenía adosada el principal acceso al espacio amurallado, la puerta de la Villa (construida en 1460 con sillares calcáreos y arco de medio punto con tejado de teja árabe). La dovela central aún conserva los restos del escudo con armas del primer conde de Albaida. A destacar, en las diferentes fachadas del palacio, los escudos heráldicos de distintas épocas. En el interior encontramos salas decoradas con coloristas pinturas barrocas del albaidense Bertomeu Albert (final del siglo XVII). Son especialmente relevantes las salas del Trono, de la Música, del Cristo, la Blanca y el dormitorio y la sala del marqués. En la parte ya rehabilitada del palacio, y con acceso desde dentro, se ha instalado el Museo Internacional de Títeres de Albaida. En el palacio se encuentra también una maqueta de grandes dimensiones (escala 1:100 y de borde 20 m² de superficie) con la reconstrucción de la villa de Albaida del siglo XV.
- Casa Museo del Pintor José Segrelles: creado por los herederos de este pintor en la casa donde residía y tenía su estudio, y en cuyo mismo edificio instaló una biblioteca pública. Está localizada en una estrecha calle que da a la plaza del Pintor Segrelles, en el entorno del palacio y de la iglesia arciprestal. La casa fue diseñada y construida por él mismo en 1943. Toda la decoración con motivos árabes de gran parte de la casa, es idea del pintor y permanece igual que cuando él vivía. En estas estancias hay más de 150 obras originales del pintor, a destacar entre ellas, ilustraciones para novelas de Vicente Blasco Ibáñez, para los cuentos de ¨Las mil y una noches¨, para ¨El Quijote¨ y su obra póstuma El Pentecostés. También es de extraordinaria importancia la biblioteca con unos 11 000 ejemplares.
- Museo Internacional de Marionetas de Albaida (MITA): ubicado en el Palacio de los Marqueses, exhibe una importante colección internacional de marionetas. El museo se inauguró en diciembre de 1997 y la iniciativa nació del grupo "Bambalina Títelles", de origen albaidense, como complemento de la Muestra de Títeres del Valle de Albaida que se organiza anualmente en diciembre. El museo tiene diversas salas de exposición, un pequeño taller didáctico, así como un centro de documentación y sala de proyecciones. Se encuentra situado dentro del conjunto monumental del Palacio de los Marqueses, edificio del siglo XV.
- Castillo Viejo de Albaida
- Cruz de término de les Eres
- Murallas de Albaida

### Otros
- Plaza de la Villa: es parte del recinto amurallado del siglo XV al que se accede aún por la puerta de la Villa. En la plaza se encuentra la iglesia de Santa María de la Asunción, la parte posterior del palacio de los Milà y Aragó, el acceso a la casa museo de José Segrelles, la casa de los Valcaneda (casa del siglo XVI donde desde 1903 y hasta 1990 se ubicaba el antiguo ayuntamiento), el museo de belenes, el museo internacional de títeres y la casa Abadía (siglo XVIII).
- Puerta de L'Aljorf ( o Puerta de Valencia): localizada entre la villa y el barrio de L'Aljorf. Se trata de una de las puertas de acceso al recinto amurallado del siglo XIII, y permitía el acceso a la parte más baja del pueblo. A lo largo del siglo XX la parte baja de la puerta se hizo más ancha para que pudieran pasar los vehículos sin dificultad.
- Sala de exposiciones Francisco Ridaura: en la sala de exposiciones Francisco Ridaura puede visitarse una exposición permanente del pintor albaidense Francisco Ridaura. Este pintor tiene una obra muy extensa en la que predominan los paisajes y vistas de su población natal. El propio pintor creó en vida el “Concurso de Pintura y Dibujo Infantil y Juvenil Francisco Ridaura”, exponiendo en la Sala Ridaura durante las fiestas locales de cada año las obras presentadas por los niños y niñas de Albaida.
- Ermitas: hay numerosas ermitas de gran sencillez y de las que destacan los plafones cerámicos. Hechas o rehechas en el siglo XIX, toman el nombre de la calle donde están (ermita de San Juan, ermita de San Miguel, ermita de San Antonio Abad, ermita de San José). En el Aljorf se encuentra la iglesia parroquial de la Natividad (del siglo XVIII, tiene un campanario de planta cuadrada, con dos cuerpos sin remate),y la ermita del Rosario (ermita de las denominadas de Reconquista).
- Fuentes de piedra: en la ciudad hay diferentes y relevantes fuentes de piedra.

## Fiestas

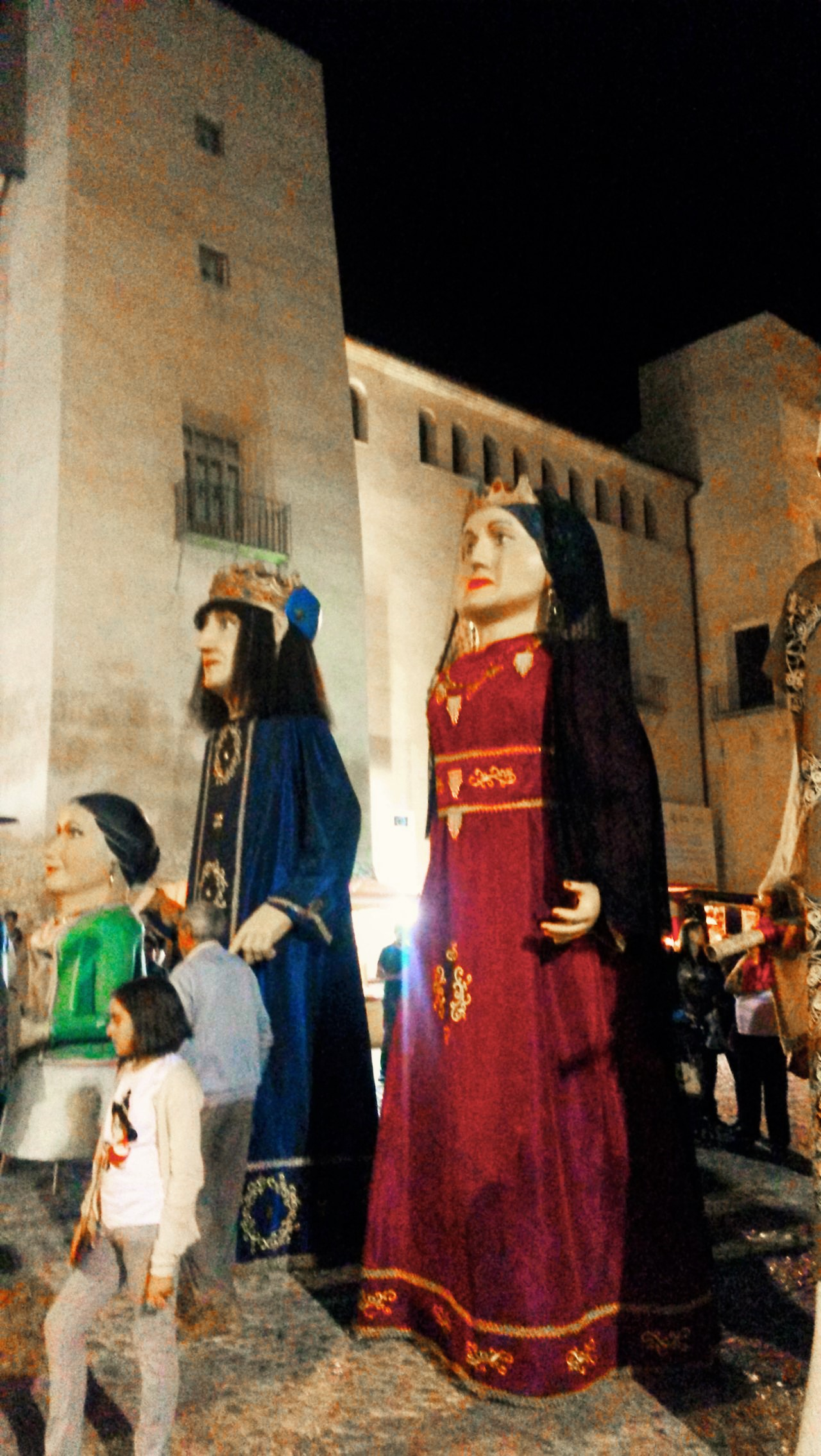
Gigantes y cabezudos en el pregón de las fiestas de 2014

- Fiestas patronales y de Moros y Cristianos en honor a la Santísima Virgen del Remedio. Empiezan el día 29 de septiembre con la "arbolà" de San Miguel Arcángel. Se celebran durante los días 6 y 7 de octubre en honor a la Virgen del Remedio (patrona de la ciudad).Son dos espectaculares días el día 6 de octubre la espectacular ofrenda y subida del trono de la virgen. Y el día 7 día grande del municipio se destacan la espectacular missa en honor a la virgen y la espectacular emotiva procesión donde la gente del pueblo engalana el pueblo de las mejores prendas al finalizar la espectacular subida de la virgen a su trono. Continúan con los actos de moros y cristianos, día 9 de octubre espectacular entrada de moros y cristianos, días siguientes hasta el día 11 de octubre actos como las embajadas etc. En Albaida hoy en día existen 7 filadas cristianas Batallers, Muntanyesos, Pirates, Templaris, Mosqueters, Cordoveses y Maseros. Y 7 filadas moras Tuaregs, Berberiscos, Moros Nous, Cabiles, Sirocos, Al-Azraq y Kalifas.
- Feria de San Jaime (copatrón de Albaida). Se celebra durante el fin de semana más próximo al 25 de julio, festividad de San Jaime.
- San Antonio Abad. Tiene lugar en el barrio de san Antonio, en donde se planta la tradicional hoguera delante de la ermita del mismo. Las fiestas duran un fin de semana, el más próximo a la fecha del Santoral, el 17 de enero. Se trata de una fiesta antiquísima y de carácter popular, celebrándose con cenas de embutidos (botiffarres i llonganisses), concursos de paellas y el tradicional almuerzo con pericana el domingo.
- San Juan. Es la fiesta en honor de San Juan, que se celebra el fin de semana más próximo al 24 de junio, con la plantà i quema de una hoguera en la calle nueva o en la calle Mayor. Se organiza una cena popular en la calle de San Juan (popularmente conocida desde antaño, junto con la calle de Elías Tormo, como calle Nueva). Esta fiesta dura dos días y está organizada por las mujeres que ese año cumplen 40 años, popular y cariñosamente conocidas como cuarentonas.

## Música
Albaida es una ciudad que cuenta con una gran tradición musical, fomentada, sin duda, por la existencia de varias entidades musicales en la población, entre las que cabe destacar:
- Agrupació Vocal Eduardo Torres. La Agrupación Vocal Eduardo Torres se constituye como entidad musical a principios de 1967, siendo su primer director Mariano Segura Serra. Desde sus orígenes hasta nuestros días, la amistad de sus miembros y el trabajo serio por la música coral han sido las notas predominantes en esta formación.
- Unió Musical d'Albaida (L'Aranya).
- Cercle Musical Primitiva d'Albaida (El Gamell). Los orígenes de la música en Albaida se remontan a mediados del siglo XVI. En aquella época ya había un grupo de músicos que actuaba en el pueblo y los alrededores. Según consta en el archivo municipal, un grupo formado por 12 músicos fue contratado en 1566 para actuar en las fiestas de la lejana ciudad de Chinchilla (Albacete).

Como consecuencia de esta larga tradición musical, es a finales del siglo XVIII, y concretamente en 1766, cuando el Ayuntamiento de Cocentaina contrata para las fiestas patronales de San Hipólito en la Música de Albaida, originaria de la Primitiva de Albaida. Nombre que hace referencia a su origen y que fielmente sigue manteniendo, al tiempo que convierte al pueblo en un referente musical histórico.

## Gastronomía
Albaida cuenta con una gran variedad de platos dentro de su gastronomía. Hay muchos platos de cuchara o de caliente, con un protagonista principal, el arroz. Hay que destacar el arroz al horno (arròs al forn), el arroz caldoso con conejo (arròs caldòs amb conill), arroz de puchero (arròs de putxero), el arroz con acelgas (arròs amb bledes), la paella (especialmente la paella de habas y alcahofas con conejo, o la paella de coliflor), el arroz con costra de huevo.
Por fiestas de octubre y de Navidad, destaca la repostería hecha con almendras, huevos, harina, azúcar y aceite (carquiñoles, pasteles de boniato, rotllets, cocas de almendra, polvorones). Por Navidad cabe destacar el turrón que elaboran en las pastelerías del pueblo así como del pastel de espuma (típico regalo de reyes durante muchos años). En otoño la seta admite cualquier tipo de presentación (en una torta al horno, fritos con ajos, con paella o arroz caldoso, etc.). En verano los caracoles con salsa y la coca de tomate y pimentón son dos platos que hoy aún tienen mucha relevancia.
Por enero-febrero, es típico ir de caçoletes (cazuelitas, en castellano; recipiente en el que se cocina el arroz al horno -caçola-) y, por el tiempo de Cuaresma, comer albóndigas de bacalao preparadas para Viernes Santo, además de les mones i fogasses, también elaboran en Albaida el dulce o carne de membrillo (codonyat).
Los platos más representativos son:
- Arroz al horno (arròs al forn)
- Arroz caldoso con conejo (arròs caldós amb conill)
- Arroz con acelgas (arròs amb bledes)
- Arroz con judías y nabos (arròs amb fesols i naps)
- Paella con habas, alcachofas y conejo (Paella amb faves, carxofes i conill)
- Coca de tomate
- Carquiñoles (Carquinyolis, pasta seca de huevo, harina, azúcar y almendra)
- Pastelitos de boniato (Pastissets de moniato)
- Dulce de membrillo (Codonyat)
- Yemas y nueces al fondant (Gemes i nous al fondant)

## Deportes
En Albaida existen numerosas asociaciones deportivas, entre las que destacan:
- Club Deportivo Albaidense. Equipo de fútbol en categoría de 2.ª Regional. El club de fútbol local, Club Deportivo Albaidense disputa sus partidos en el Campo Beniati. En la temporada 2015-2016 el equipo infantil ganó la liga.[cita requerida]
- Club de Bàsquet Ciutat d'Albaida. Equipo de baloncesto
- Club d'Atletisme Ciutat d'Albaida
- Club Pilota Valenciana Ciutat d'Albaida
- Motoclub Ciutat d'Albaida. Pertenece a la Federación de Motociclismo de la Comunidad Valenciana, y tiene a su disposición las instalaciones deportivas, de titularidad municipal, llamadas Complex del Motor.
Dispone de una pista de Minivelocidad/Supermotard con una longitud de 800 m homologada por la FIM (Federación Internacional de Motociclismo) donde se disputan pruebas de los Campeonatos del Mundo y de España de Supermotard, y de los Campeonatos de España de Minivelocidad. 
Además de los campeonatos mencionados anteriormente se celebran pruebas puntuables para los campeonatos autonómicos de la Comunidad Valenciana de Minivelocidad, Supermotard y Karting.
El circuito de Motocross ha sido desmantelado.